# Josef Buchner (Nordischer Kombinierer)
Josef „Sepp“ Buchner (* 16. Mai 1974 in Traunstein) ist ein ehemaliger deutscher Nordischer Kombinierer.

## Werdegang
Josef Buchner gewann bei der Nordische Junioren-Skiweltmeisterschaften 1993 im Teamwettbewerb auf der Normalschanze die Bronzemedaille. 1998 trat er bei den Olympischen Winterspielen 1998 in Nagano an. Im Einzelwettkampf konnte er keine Platzierung erzielen. Im Teamwettbewerb belegte er zusammen mit Jens Deimel, Thorsten Schmitt und Ronny Ackermann den sechsten Rang.
Inzwischen ist Buchner als Cheftrainer beim Deutschen Skiverband für den Nachwuchs im Skispringen und in der Nordischen Kombination zuständig.